# The Pyongyang Times
The Pyongyang Times ist eine nordkoreanische Zeitung ohne ISSN, die einmal wöchentlich in englischer Sprache erscheint. Die erste Ausgabe erschien am 6. Mai 1965. Redaktionssitz der Zeitung ist der Pjöngjanger Stadtteil Sŏsŏng. Bis zum Anfang der 1990er Jahre erschien sie zweimal pro Woche, seitdem einmal wöchentlich, jeweils sonnabends – insgesamt 52 Ausgaben jährlich. Seit 2010 erscheint die Zeitung durchgängig in Farbe. Bis Ende Oktober 2020 erschienen insgesamt 3132 reguläre Ausgaben. Nach eigenen Angaben wird die Zeitung in 120 Ländern vertrieben.
Die Pyongyang Times ist die einzige englischsprachige Zeitung des Landes.
Federführend bei der Produktion fremdsprachiger Druckerzeugnisse ist der Verlag für fremdsprachige Literatur in Pjöngjang.